# یاشار یاکیش
یاشار یاکیش (انگلیسی: Yaşar Yakış؛ ۱ اوت ۱۹۳۸ – ۲۶ ژوئن ۲۰۲۴) سیاست‌مدار اهل ترکیه بود. وی از ۱۸ نوامبر ۲۰۰۲ تا ۱۴ مارس ۲۰۰۳ وزیر امور خارجه ترکیه بود.
یاشار یاکیش در ۲۶ ژوئن ۲۰۲۴، در سن ۸۵ سالگی درگذشت.